# Édouard Delduc
Édouard Delduc, né à Paris le 22 mai 1864 et mort à Alger le 14 juin 1940, est un graveur sur bois, peintre et céramiste français.

## Biographie
Né à Paris le 22 mai 1864, Édouard Delduc est le fils du graveur Prosper Delduc et le frère de la graveuse Julie Delduc.
Élève de Jean-Léon Gérôme et d'Auguste Laguillermie, il commence sa carrière en 1883 et se fait notamment remarquer pour Le Charlatan et L'Amour berger.
Il est membre du Salon des artistes français, où il obtient une mention honorable en 1884.